# آنالیز دنباله
هدف از آنالیز دنباله در زیست‌شناسی در اختیار خود درآوردن یک دی‌ان‌ای یا دنبالهٔ پپتیدی برای تنظیم دنباله، پایگاه‌های دادهٔ دنباله، تحقیقات دنباله‌ای تکرار شده یا دیگر روش‌های  بیوانفورماتیکی بر روی یک رایانه است.
از آنجا که گسترش روش‌های با بیشترین خروجی محصول از دنباله ژن‌ها و پروتئین‌ها، نسبت افزایش دنباله‌های جدید به پایگاه‌های داده به صورت پیوسته افزایش می‌یابد. یک چنین گردایه از دنباله‌ها به خودی خود فهم دانشمندان از زیست‌شناسی موجودات زنده را افزایش نمی‌دهند. اگرچه مقایسه دنباله‌ها با عملکردهای شناخته شده با این دنباله‌های جدید یک راه فهمیدن زیست‌شناس آن موجودات زنده‌است که از دنباله‌های جدید می‌آیند؛ بنابراین آنالیز دنباله می‌تواند برای مشخص کردن عملکرد ژن‌ها و پروتئین‌ها به وسیلهٔ مطالعه همانندی بین دنباله‌های مقایسه شده‌استفاده شود. امروزه ابزارها و تکنیک‌های زیادی وجود دارند که مقایسهٔ دنباله‌ها (تنظیم دنباله) را تهیه می‌کنند و محصول تنظیمی را برای فهمیدن زیست‌شناسی آن آنالیز می‌کنند.
آنالیز دنباله در زیست‌شناسی مولکولی و بیوانفورماتیک‌ها بر اساس آزمایش‌های کامپیوتری از قطعه‌های مشخص برای مثال یک دی ان ای استاندارد مکانیزه شده‌است.
آن شامل موضوعات مربوطه‌است.
۱: مقایسهٔ دنباله‌ها به منظور فهمیدن همانندی و غیر همانندی در دنباله‌های مقایسه شده (تنظیم دنباله).
۲: معرفی ساختارهای ژنی، مطالعهٔ کالبدها، توزیع‌های اینترونی، اگزونی و عناصر تنظیمی.
۳: پیدا کردن و مقایسه حد جهش‌ها یا چند ریختی نوکلئوتید تنها در موجودات زنده به منظور گرفتن یک شاخص ژنتیکی.
۴: معلوم کردن تکامل و تنوع ژنتیکی موجودات زنده.
۵:تفسیر عملکرد ژن‌ها.
در شیمی، آنالیز دنباله شامل تکنیک‌های استفاده شده برای معین کردن دنباله‌ای از پلیمر شکل گرفته از چندین مونومر می‌شود در زیست‌شناسی مولکولی و ژنتیکی همان پروسه به‌طور ساده «ترتیب دهی» نام دارد.
در بازاریابی، تحلیل دنباله اغلب به صورت تحلیلی در کاربردهای مدیریتی روابط مشتری استفاده می‌شود، همانند مدلهای NPTB.
ref/> Durbin, Richard (1998). Biological sequence analysis: probalistic models of proteins and nucleic acids>
Cambridge, UK: Cambridge University Press. ISBN 0-521-62971-3.

## تنظیم دنباله
تنظیم دنباله یک راه چیدن دنباله‌های DNA RNA یا دنباله‌های پروتئین برای معرفی مناطق مشابه‌است. به‌طور کلی به دو بخش تقسیم می‌شود:
تنظیم جفتی: تنظیم بین دو دنباله.
تنظیم چندتایی: تنظیم بین بیش از دو دنباله.
روش‌های موجود برای تنظیم جفتی شامل موارد زیر است:
الگوریتم needle man-wunsch، الگوریتم smith-waterman و BLAST
روش‌های موجود برای تنظیم چندتایی شامل موارد زیر است:
ClustalW, PROBCONS, MUSCLE, MAFFT, DIALIGN, T-Coffee, POA, MANGO.

## روش‌شناسی
وظایفی که در فضای تحلیل دنباله قرار دارند اغلب برای حل کردن بدیهی نیستند و به استفاده از روش‌های نسبتاً پیچیده نیاز دارند. به دلیل تنوع زیاد متدهای استفاده شده در عمل رایج ترین‌ها شامل موارد زیراند.
شبکه عصبی مصنوعی
مدل مارکو مخفی
دستگاه بردار پایه
دسته‌بندی (خوشه بندی)
شبکه Bayesian
تحلیل برگشتی